# Mesovelia hackeri
Mesovelia hackeri är en insektsart som beskrevs av Harris och Drake 1941. Mesovelia hackeri ingår i släktet Mesovelia och familjen vattenspringare. Inga underarter finns listade i Catalogue of Life.